# Hoeilaart
Hoeilaart este o comună în provincia Brabantul Flamand, în Flandra, una dintre cele trei regiuni ale Belgiei. Comuna este limitrofă cu Regiunea Capitalei Bruxelles, fiind situată în partea de sud a acesteia. Suprafața totală este de 20,43 km². Comuna Hoeilaart este situată în zona flamandă vorbitoare de limba neerlandeză a Belgiei. La 1 ianuarie 2008 comuna avea o populație totală de 10.244 locuitori. Minoritatea vorbitoare de limba franceză este reprezentată de 1 membru din 31 în consiliul local. 